# سلفی‌گری
سَلَفی به گروهی از مسلمانان اهل سنت گفته می‌شود که به دین اسلام تمسک جسته و خود را پیرو سلف صالح می‌دانند و در عمل و اعتقادات خود از پیامبر اسلام، صحابه و تابعین تبعیت می‌کنند. سلفی‌ها تنها قرآن و سنت را منابع احکام و تصمیمات خود می‌دانند. سلفی گری دو رکن اساسی دارد: یکی بازگشت به شیوهٔ زندگی و مرام سلف صالح و در نهایت سنت حجاز و به خصوص سنت اهل مدینه در ۱۴۰۰ سال پیش، و دوم مبارزه با بدعت، یعنی هر چیزی که سلفی‌ها جدید و خلاف سنت می‌دانند. سلفی‌های معاصر بر معنی خاصی از توحید تأکید زیادی دارند که باعث می‌شود افراد بسیاری «نامعتقد» به آن تلقی گردند. سلفی‌گری دارای ابعاد مذهبی، فرهنگی، اجتماعی، و سیاسی است و تأثیری بنیادین بر متفکران مسلمان در گوشه و کنار جهان اسلام گذاشته است.
در تاریخ معاصر دست کم سه گونه سلفی گری قابل تفکیک است. سلفی گری ظاهرگرا پیرو آرای اهل حدیث‎‎ و به‌خصوص ابن تیمیه و محمد بن عبدالوهاب است.
سلفی‌گری جدید، رویکردی متمایز از سلفی گری ظاهرگراست که در آغاز قرن بیستم و در واکنش به پیشرفت‌های غرب توسط سید جمال‌الدین اسدآبادی و محمد عبده با هدف آزادسازی امت اسلام از تقلید و جمود و احیای اخلاقی، فرهنگی، و سیاسی بنیان‌گذاری شد. سلفیان بر بازگرداندن تفکر اسلامی به اصل خالص آن، تبعیت از قرآن و سنت، مردود دانستن تفسیرهای جدید، و حفظ اتحاد امت اسلامی تأکید دارند. آنان تقلید را نفی می‌کنند و تلاش می‌کنند سازگاری اسلام و دانش جدید را نشان دهند. مشهورترین گروه‌های الهام گرفته از سلفی‌گری اخوان‌المسلمین و جماعت اسلامی هستند. در اواخر قرن بیستم، این اصطلاح به اصلاح‌گران سنت‌گرا اطلاق می‌گردد.
ایدئولوژی جهادگرایی سلفی الهام‌بخش بسیاری از گروه‌های مسلح مانند القاعده در آغاز قرن ۲۱ بوده‌است. این گروه‌ها دیدگاه‌های سلفی‌گری علمی (سلفی‌گری سنتی) را رد کرده و خشونت را راهی مناسب و ضروری برای مقابله با حملات غرب علیه اسلام می‌دانند. این گروه‌ها متون اسلامی و تاریخ را بازتفسیر نموده و بر آیات نظامی قرآن و تاریخ نظامی اسلام تأکید بسیار دارند. تخمین زده شده‌است که سلفی‌های جهادی کمتر از یک درصد کل جمعیت مسلمانان را تشکیل می‌دهند.
سلفی‌گری ارتباط نزدیکی با وهابیت و خاندان آل سعود دارد. بیشتر سلفی‌ها در عربستان سعودی (۲۲٫۹٪ جمعیت کشور)، قطر (۴۶٫۸۷٪ جمعیت کشور)، و امارات متحده (۴۴٫۸٪ جمعیت کشور) زندگی می‌کنند. بسیاری از منابع، مانند سازمان اطلاعات داخلی آلمان، سلفی‌گری را سریع‌ترین جنبش اسلامی از نظر گسترش می‌دانند.
سلفیه نامی است که به کسانی داده می‌شود که از عقاید و اعمال نیاکان صالح (السلف الصالح) پیروی می‌کنند. این رویکرد «سلفی» سنت‌ها و مکاتب فکری بعدی را رد کرده و خواستار بازگشت به قرآن و سنت به‌عنوان مبنای اصیل زندگی اسلامی است. رویکرد سلفی بر اعمال اجتهاد (قضاوت مستقل و آگاهانه) تأکید دارد و تقلید (پایبندی به سوابق موجود و تبعیت از تفاسیر و نهادهای سنتی) را رد می‌کند.
«نیاکان صالح» یا سلف معمولاً به سه نسل اول مسلمانان، از جمله صحابه نزدیک به پیامبر، اشاره دارند. به دلیل نزدیکی این سلف به محمد، مسلمانان بعدی روایات آنها از سنت‌های پیامبر و اعمال آگاهانه‌شان به‌عنوان مؤمن را دارای اعتبار ویژه‌ای می‌دانستند.
چهره‌های اصلی در تعریف دیدگاه و رویکرد سلفی، احمد بن حنبل (متوفی ۸۵۵)، بنیان‌گذار مکتب حنبلی، و احمد بن تیمیة (۱۲۶۳–۱۳۲۸) هستند. نگرانی اساسی سلفیه مدرن، که متوجه کاهش قدرت و نفوذ مسلمانان در مقایسه با غرب شده‌اند، رابطه بین اسلام و مدرنیته است. هدف این جنبش تبدیل اسلام به نیرویی پویا در جهان معاصر است. سلفیه مدرن به مضامین کلاسیک پایبند است: دعوت به بازگشت به قرآن و سنت، رد مراجع قرون وسطایی (تقلید) و تأکید بر ضرورت تفکر مستقل و آگاهانه (اجتهاد). در زمینه مدرن، این شامل تأکید بر سازگاری عقل با وحی و اسلام با علم مدرن و همچنین دعوت به اصلاح اخلاقی و اجتماعی بود. با این حال، تا پایان قرن بیستم، اصطلاح سلفیه به جنبش‌های افراطی نیز اطلاق شد که جهاد خشونت‌آمیز علیه رژیم‌ها و نظم‌های اجتماعی موجود، چه مسلمان و چه غیرمسلمان، را ترویج می‌کردند و به درک سخت‌گیرانه و تحت‌الفظی از قرآن و سنت پایبند نبودند. این سلفیه جدید اغلب با رویکرد سلفی سنتی ابن حنبل و ابن تیمیة تفاوت داشت، زیرا اجتهاد (تحلیل مستقل) را رد می‌کرد. از جمله کسانی که در تعریف و پایه‌گذاری سلفیه مدرن نقش داشتند، برجسته‌ترین افراد سید جمال‌الدین اسدآبادی (۱۸۳۹–۱۸۹۷) و محمد عبده (۱۸۴۹–۱۹۰۵) هستند. عبده بنیان‌های فکری گسترده‌ای برای سلفیه مدرن ایجاد کرد. او ابتدا در تبعید و سپس به‌عنوان مفتی اعظم مصر، تفکر نسل‌های زیادی از روشنفکران مسلمان را شکل داد. هسته الهیاتی او تأکید بر توحید بود، که ادعای یگانگی خدا و وحدت جامع پیام الهی است. توحید مبنایی برای نشان دادن سازگاری اسلام با علم مدرن و وحی با عقل مدرن بود. مطابق با سلفیه پیشین، عبده از تحلیل مستقل و آگاهانه قرآن و سنت حمایت می‌کرد.
سلفیه جدید مستقیماً با حاکمیت امپریالیستی اروپا بر مسلمانان مخالفت نکرد. در عوض، اصلاح داخلی اسلامی را اولویت اصلی می‌دانست و کلید اجرای اهدافش آموزش و پژوهش بود. عبده الهام‌بخش بسیاری از اصلاحات آموزشی بود و مجله المنار، که توسط پیرو و همکارش رشید رضا (۱۸۶۵–۱۹۳۹) منتشر می‌شد، در سراسر جهان اسلام خوانده می‌شد. پس از مرگ عبده، رشید رضا به برجسته‌ترین بیان‌کننده بین‌المللی اندیشه سلفی تبدیل شد، در سازماندهی کنگره‌های پان‌اسلامی فعال بود و پس از لغو خلافت عثمانی در سال ۱۹۲۴، برای ایجاد یک خلافت عربی مدرن تلاش کرد. او تلاش‌های عبدالعزیز بن سعود برای ایجاد دولتی در شبه‌جزیره عربستان بر اساس سنت‌های اصلاح‌طلبانه وهابیت را به‌عنوان جلوه‌ای مهم از اصلاحات لازم برای همه جوامع اسلامی می‌دید.

## سلف صالح
سَلَف یا سلف صالح (عربی: السلف الصالح) به معنی پیشگام شایسته است. در اصطلاح خاص اسلامی، سلف به سه گروه زیر اطلاق می‌شود:
- صحابه ( در عربی الصحابه به معنی «یاران»): کسانی که محمد را دیده و در زمان زندگی او به دین اسلام گرویده‌اند.
- تابعین (در عربی التابعین به معنی «پیروان»): کسانی که محمد را ندیده‌اند اما صحابهٔ محمد را دیده و در زمان زندگانی آن‌ها اسلام آورده‌اند و مسلمان مرده‌اند.
- تابع تابعین (در عربی تابع التابعین به معنی «پیروِ پیروان»): کسانی که محمد و صحابه را ندیده‌اند اما تابعین را دیده و مسلمان شده‌اند.

احمد بن حنبل را جزو واپسین نسل از سلف صالح می‌دانند. دلیل گزینش این سه نسل، همراهی با پیامبر یا نزدیکی زمانی به او و درک دین و عمل به مذهب و خدمت به اسلام دانسته می‌شود. تعریف سلف صالح بر اساس زمان زندگی آن‌ها ممکن است کامل نباشد زیرا اهل سنت برخی از شخصیت‌های برجسته متأخر مانند ابوحامد غزالی و ابن تیمیه را نیز سلف صالح شمرده‌اند.

## بنیان‌های سلفی‌گری
تعریف دقیق سلفی‌گری کاری دشوار است. «سلفی‌گری» نامی است که گروهی از اهل سنت به حرکتی اصلاحی برای بازگرداندن اسلام به اصل آن اطلاق می‌کنند. برای آنکه از خالص‌بودن اسلام‌شان مطمئن گردند، سلفی‌های معاصر بر معنی خاصی از توحید تأکید زیادی دارند که باعث می‌شود افراد بسیاری «نامعتقد» به آن تلقی گردند. آنان همچنین تعریف بسیار مفصلی از بدعت دارند که باعث می‌شود اعمال دینی قابل قبول بسیار محدود شود. آنان به تأثیرات منابع دانش غیر از کتب مذهبی در کسب معلومات مذهبی بسیار با احتیاط می‌نگرند.

## خاستگاه اولیه
پس از مرگ عثمان و درگیری‌هایی که پس از آن در میان مسلمانان رخ داد، مناقشاتی در مورد مباحث کلامی پدید آمد و گروه‌هایی پدید آمدند که تلاش کردند این مناقشات را به کمک قیاس، فلسفه، و برداشت شخصی از قرآن حل کنند. برخی از این گروه‌ها خطری را متوجه برداشت ارتودوکس از توحید کردند. اختلافات در نظرهای مسلمانان باعث به‌وجود آمدن روندی فکری شد که مسلمانان را دعوت به اسلام ساده و برداشتی که براساس قرآن و حدیث سلف صالح بود کند. احمد بن حنبل، پایه‌گذار چهارمین مذهب اهل سنت، از مهم‌ترین تبیین کنندگان این رویهٔ فکری بود که بعدها سلفی‌گری را به‌وجود آورد. ابن حنبل قرآن را بر عقل برتری می‌داد (و تناقضی میان قرآن و عقل نمی‌دید) و تاویل و کلام را رد می‌کرد. او قوانین سختی را برای اجتهاد وضع کرد و استفاده از قیاس را محدود کرد. بعدها ابن تیمیه، از فقهای مکتب حنبلی، در تحول سلفی‌گری تأثیر فراوانی داشت. او به مخالفت با بدعت پرداخت، به ویژه نوآوری‌های صوفیان.
قدیمی‌ترین افکار سلفی مربوط به احمد بن حنبل (۱۸۶–۲۴۱ ق) است. در قرن هشتم هجری ابن تیمیه (۶۶۱–۷۲۸ق) افکار خود را برمبنای تفکرات احمد بن حنبل سامان داد اما علی‌رغم فعالیت‌های فراوان نتیجه خاصی در برنداشت. در قرن دوازدهم هجری محمد بن عبدالوهاب (۱۱۱۵–۱۲۰۰) افکار ابن تیمیه را در قالب نویی عرضه کرد و فرقه وهابیت را پایه‌گذاری کرد.
در قرن ۱۸، محمد بن عبدالوهاب براساس آموزه‌های ابن حنبل و ابن تیمیه شروع به ایجاد حکومتی کرد که براساس حکومت پیامبر شبیه‌سازی شده بود. عثمان بن فودی در نیجریه، احمد سربندی، شاه ولی‌الله دهلوی، و سید احمد شهید در شبه قارهٔ هند نیز حرکت‌هایی مشابه انجام دادند. همهٔ این‌ها از خالص کردن دین، اصلاح اخلاقی و اجتماعی، و اتحاد میان مسلمانان دم می‌زدند.

## سلفی‌گری جدید
بنیان‌گذاری سلفی‌گری معاصر به سید جمال‌الدین اسدآبادی و محمد عبده در اوایل قرن بیستم نسبت داده می‌شود. سلفی‌گری دارای ابعاد مذهبی، فرهنگی، اجتماعی، و سیاسی است و تأثیری بنیادین بر متفکران مسلمان در گوشه و کنار جهان اسلام گذاشته است.
سلفی‌گری جدید در آغاز قرن بیستم و در واکنش به پیشرفت‌های غرب توسط سید جمال‌الدین اسدآبادی و محمد عبده با هدف آزادسازی امت اسلام از تقلید و جمود و احیای اخلاقی، فرهنگی، و سیاسی بنیان‌گذاری شد. آنان ریشه‌های بدبختی را نه در تعلیمات اسلام، بلکه در نفوذ تعلیمات خارج از اسلام، نفاق جامعهٔ مسلمانان، و استبداد می‌دیدند. عبده اهداف سلفیه را چنین برمی‌شمرد:
تا تفکر را از بند تقلید برهاند و دین را همانگونه که مسلمانان اولیه قبل از پدیدآمدن نفاق می‌فهمدیدند بفهمد و دریافت علم دین را به منابع اولیهٔ آن بازگرداند و با معیار عقل بشری بسنجد.
سلفیه اصلاح سیاسی را برای احیای جامعهٔ اسلامی ضروری می‌دیدند و استعمار اروپایی رنگ ملی نیز به جنبش‌های آنان داده بود. گروه‌های امروزی سلفی بیش از آنکه به تفکرات مدرن سلفی‌گری جدید نزدیک باشند، بیشتر ادامه‌دهندهٔ روش سلفی‌گری قدیمی هستند.

## ایدئولوژی جهادگرایی سلفی
ایدئولوژی سلفی–جهادی الهام بخش بسیاری از گروه‌های مسلح مانند القاعده در آغاز قرن ۲۱ بوده‌است. این گروه‌ها دیدگاه‌های سلفی‌گری علمی (سلفی‌گری سنتی) را رد کرده و خشونت را راهی مناسب و ضروری برای مقابله با حملات غرب علیه اسلام می‌دانند. هدف آنان پاک‌کردن جامعهٔ اسلامی از رفتارهای غیراسلامی است. ریشه‌های این دیدگاه را ممکن است در حرکت‌های رادیکال جهادی در دههٔ ۱۹۸۰ میلادی در مصر پیدا کرد. عربستان سعودی نیز به دلیل فعالیت‌های محمد بن عبدالوهاب نقش کلیدی در گسترش اسلام‌گرایی دارد.

## رابطه با وهابیت
حامد الگار سه عنصر را بین وهابیت و سلفی‌گری مشترک می‌داند:
1. اینکه همه بالندگی‌های پس از دو یا سه نسل اول اسلام (که به آن سلف صالح اطلاق می‌شود) را بی‌ارزش می‌دانند.
2. تصوف را مردود می‌دانند.
3. پایبندی به یکی از مذاهب چهارگانه اهل سنّت را ضروری نمی‌دانند.

به علاوه وی به دو ویژگی اشاره می‌کند که سلفی‌ها را از وهابی‌ها متفاوت کرده‌است:
1. اینکه سلفی‌ها به جای توسل به زور به متقاعد کردن دیگر مسلمانان به پیوستن به گروهشان روی می‌آورند.
2. سلفی‌ها نسبت به بحران‌های سیاسی و اجتماعی-اقتصادی پیش روی جهان اسلام آگاهی دارند.[۳۰]

## رابطه با شیعیان
اگرچه برخی از گروه‌های سلفی مانند وهابیان مخالف روابط دوستانه با شیعیان هستند، برخی از آنان مانند اخوان المسلمین از تقریب مذاهب اسلامی حمایت می‌کنند. در دیدگاه جهادگرایی سلفی، شیعیان و صوفیان مسلمان نیستند و برای نابودی‌شان نشانه می‌روند.

## سابقه سلفی‌گری در کشور تونس
تونس نخستین کشور مغرب بود که پیام اصلاح‌طلبانه‌ای (اگرچه نه کاملاً سلفی) از شرق دریافت کرد. محمد عبده در دسامبر-ژانویه 1885 به تونس سفر کرد تا شاخه‌ای از انجمن مخفی «العروة الوثقی» را در آنجا تأسیس کند. او با استقبال نسبتاً سرد شیوخ مسن زیتونه از مذهب مالکی روبرو شد، اما در میان علمای جوان‌تر مالکی و حنفی‌ها حمایت یافت. دومین سفر عبده به تونس (سپتامبر 1903) روابط او را با محافظه‌کاران زیتونه بهبود نبخشید، اگرچه او با اعتبار مفتی اعظم مصر ظاهر شد. حقایقی که او را نزد آن‌ها منفور کرد شامل تأکید او بر ضرورت کسب دانش سکولار در کنار علوم دینی و محکوم کردن سکون‌گرایی، جبرگرایی و توکل صوفیانه؛ "فتوای ترانسوال" او (که به مسلمانان در یک کشور مسیحی اجازه می‌داد کلاه اروپایی بپوشند و گوشت ذبح شده توسط اهل کتاب را بخورند)؛ درگیری او با عالم زیتونی صالح الشریف، که او را به وهابیت متهم کرد (به دلیل همدردی او با جنبش وهابی علیه پرستش اولیا)؛ ظهور برجسته‌ترین مجله سلفی «المنار»، که گروهی از افراطیون پس از سفر عبده، از نخست وزیر درخواست کردند که از ورود آن به تونس جلوگیری کند؛ جنجالی که در محافل مرابطی توسط دو سلفی جوان، منتقدان صریح پرستش اولیا، محمد شاکر و عبدالعزیز الثعالبی به وجود آمد. اولی، تحت تأثیر «المنار»، علناً مرابط‌گرایی را نوعی بت‌پرستی محکوم کرد، که به همین دلیل از سمت تدریس خود در صفاقس (1902) اخراج شد. دومی، دانشجوی زیتونه، پس از بازگشت از یک اقامت دو ساله در مصر و شرق، یک کارزار خشونت‌آمیز علیه مرابطین به راه انداخت و خواستار تفسیر عقلانی قرآن شد. او به اتهام کفر به دادگاه شرع احضار شد، اما به لطف مداخله فرانسه، با یک حکم زندان سبک (1904) (طبق یک روایت) جان سالم به در برد. حمایت قاطع علمای مالکی از مرابطین مورد حمله نشان داد که سازش سنتی بین دو مؤلفه اصلی نهاد دینی هنوز یک واقعیت بود و دیگر هواداران سلفی در میان علما را بازداشت.
پس از مرگ عبده (1905)، ارتباطات بین زیتونه و سلفیه قاهره تحت جانشین او، رشید رضا، ادامه یافت، که گرایش محافظه‌کارانه دومی بیشتر مورد پسند اولی بود. با این حال، در حالی که آن‌ها در چندین موضوع مانند مخالفت با تحت‌الحمایگی فرانسه و ضرورت اصلاح زیتونه توافق داشتند، در نکات مربوط به تفسیر قرآن و مسائل سیاسی عمده اختلاف نظر داشتند: ترکان جوان (رضا مخالف آن‌ها بود، تونسی‌ها موافق)، کنگره عرب در پاریس، جنگ جهانی اول و شورش عربی (تونسی‌ها طرفدار عثمانی‌ها بودند، رضا طرفدار عرب‌ها). در همین حال، حزب جوانان تونسی (1907) بر اساس اتحاد مدرنیست‌های سکولار و اصلاح‌طلبان سلفی و به ریاست علی باش حانبه و الثعالبی به ترتیب تأسیس شد. مشارکت آن‌ها در اعتصاب دانشجویان زیتونه (1911) و تحریم تراموا (1912) منجر به ممنوعیت حزب آن‌ها و اخراج رهبران آن شد. در سال 1920، اتحاد مشابهی از ملی‌گرایان سکولار و لیبرال با عبده‌گرایان و سلفی‌ها حزب مشروطه لیبرال ("دستور") را به رهبری الثعالبی به وجود آورد، که نشریه چاپ شده ناشناس او "تونس شهید" (1920)، یک مانیفست ملی‌گرایانه و کیفرخواست سیاست فرانسه، اساس برنامه آن را تشکیل داد. پس از عزیمت او به شرق (1923)، حزب دچار رکود شد تا اینکه (از سال 1927) گروهی از فارغ‌التحصیلان دانشگاه‌های فرانسه به رهبری دکتر ماتریه و حبیب بورقیبه به آن پیوستند. گرایش‌های متفاوت قدیمی‌ها و تازه‌واردها ناگزیر منجر به انشعاب (1934) شد، پس از آن دومی‌ها که از آن پس به عنوان "نئو-دستور" شناخته می‌شدند، رهبری مبارزه ملی‌گرایانه را بر عهده گرفتند، در حالی که اولی‌ها که توسط مخالفانشان "دستور قدیم" لقب گرفته بودند، در موضعی سازش‌ناپذیر اما بی‌اثر باقی ماندند. در سال 1937، الثعالبی که از تبعید طولانی خودخواسته به تونس بازگشته بود، تلاش کرد تا دو حزب را تحت رهبری خود متحد کند، اما توسط بورقیبه شکست خورد و از سیاست کناره‌گیری کرد.
با این حال، سلفی‌گری در زمینه‌های دیگر نیز خود را نشان داد: (الف) مدارس آزاد؛ (ب) مطبوعات دوره‌ای عربی، که بیشتر آن‌ها در دهه 1930 تحت تأثیر یک روحیه پاک‌گرایانه "وهابی" قرار داشتند، که عربی کلاسیک و میراث فرهنگی آن را می‌ستودند، بر پیوندهای تونس با شرق عربی تأکید می‌کردند، بیماری‌ها و رذایل اجتماعی (به ویژه الکلیسم و فحشا) را تقبیح می‌کردند، تقلید از اروپا و فمینیسم را به سخره می‌گرفتند، و تابعیت و فعالیت‌های مبلغین مسیحی را محکوم می‌کردند؛ (ج) انجمن‌هایی مانند الخلدونیه، انجمن جوانان مسلمان (YMMA) و انجمن بسیار محبوب اما کوتاه مدت حفظ و آموزش قرآن (برای بزرگسالان). با این حال، سلفی‌های تونس، برخلاف همتایان الجزایری خود، موفق به ایجاد یک سازمان پایدار با رهبری شناخته شده و برنامه عمل نشدند. آن‌ها راه میانه بین سنتز قرون وسطایی و غرب‌گرایی را به مردم نشان دادند، اما پاسخی برای مشکلات اجتماعی و اقتصادی تونس و نه وسیله عملی برای بازیابی استقلال آن نداشتند. پس جای تعجب نیست که سلفیه جایگاه خود را در تونس مستقل نیافت و به ویژه پس از برنامه سکولاریزاسیون گسترده‌ای که با اراده بورقیبه از طریق قانونگذاری انجام شد، سکوت کرد. اینکه آیا جنبش بنیادگرای کنونی (یا "اسلام‌گرا") (MTI)، که ریشه‌های آن به انجمن حفظ قرآن (تشکیل شده در زیتونه در سال 1970) بازمی‌گردد، باید به عنوان تجلی سلفیه در نظر گرفته شود یا خیر، هنوز به طور قطعی مشخص نشده است.

## سابقه سلفی‌گری در کشور الجزایر
از میان تمام کشورهای مغرب، الجزایر جایی بود که اصلاح‌طلبی سلفی کامل‌ترین و مؤثرترین بیان و پاسخ خود را یافت. شاید دلایل اصلی موفقیت آن، جدا از کیفیت رهبری آن، این بود که در اینجا خطر برای هویت ملی، شخصیت و "روح" الجزایر، برای دین، اخلاق و شیوه زندگی اسلامی، و برای زبان و فرهنگ عربی کلاسیک به عنوان بزرگترین خطر احساس می‌شد. این تهدید سه‌گانه در وضعیت استعماری الجزایر نهفته بود - وضعیت مبهم آن به عنوان بخشی قانونی از فرانسه اما در واقع مستعمره اسکان گسترده اروپایی که دهقانان بومی آن را ریشه‌کن و پرولتاریا کرد، تعداد زیادی را مجبور به مهاجرت به فرانسه کرد، اقتصاد آن را دگرگون کرد و لایه نازکی از افراد فرنگی‌شده را ایجاد کرد که "اجداد ما گل‌ها بودند" به آن‌ها آموزش داده می‌شد و آرزوی شناسایی کامل سیاسی و فرهنگی (اما نه مذهبی) با فرانسه را داشتند.
ظهور سلفیه در الجزایر معمولاً نتیجه سفر عبده به الجزایر (و قسنطینه) در اوت-سپتامبر ۱۹۰۳ تلقی می‌شود. به گفته ر. بنشنب، افرادی که با او ملاقات کردند، سه گرایش از نخبگان الجزایری را نمایندگی می‌کردند: محافظه‌کاران، مدرنیست‌ها و کسانی که دارای وضعیت مدنی فرانسوی بودند.
در میان گروه اول، سه استاد مدارس رسمی برجسته بودند: عبدالقادر المجاوی، که در الجزایر زبان عربی و حقوق اسلامی تدریس می‌کرد، در نهضت الجزایر فعال بود و علیه بیماری‌های اجتماعی، خرافات و آداب و رسوم قدیمی می‌نوشت؛ عبدالحلیم بن سمایه، مدافع برجسته "ناسیونالیسم اسلامی" (قومیة اسلامیة)، که با قاهره و استانبول ارتباط نزدیک داشت، میزبان سفر عبده در الجزایر بود و در سال ۱۹۱۱ علیه سربازی اجباری در ارتش فرانسه مبارزه کرد؛ و محمد سعید بن احمد الزواوی، ملقب به "ابن زکری"، عالم قبیله‌ای کابیل که در زاویه پرورش یافته و امام مسجد بود، و در سال ۱۹۰۴ جزوه‌ای منتشر کرد که بر ضرورت اصلاح زاویه‌ها در کابیلیه تأکید می‌کرد و قوانین عرفی را که زنان کابیلی را در تنگنا قرار می‌داد محکوم می‌کرد. به همین گرایش دو عالم قسنطینه، حمدان الوانیسی، معلم و راهنمای ابن بادیس، و مولود بن موهوب الحافظی، رهبر واقعی محافظه‌کاران، مفتی طولانی مدت قسنطینه، طرفدار پیشرفت و اصلاح، و پذیرای علم مدرن و ایده‌های اروپایی تعلق داشتند. برای مراد، اصلاح‌طلبی او شامل بهبود وضعیت اخلاقی و فکری مسلمانان الجزایری بدون قضاوت آن‌ها برای اعتقاداتشان، چه مرابطی و چه غیر آن، بود. مدرنیست‌های فرانسه‌زده محافظه‌کاران را "عمامه‌داران پیر"، بورژواهای متکبر، فئودال‌های بزرگ، خودخواه، تنبل و فاسد می‌دانستند که وابستگی آن‌ها به سنت مانع پیشرفت و ادغام می‌شد.
سفر عبده، اگرچه کوتاه بود، تأثیر قوی و پایداری بر جای گذاشت. او به عنوان یک معلم و مبلغ ایمان، امید و تلاش ظاهر شد، و به روشنفکران الجزایری آنچه را که به دنبالش بودند نشان داد: امکان آشتی دادن دین و پیشرفت، سنت و تجدد، ضمن حفظ هویت ملی‌شان. اینکه او پیام سیاسی نیز منتقل کرد یا خیر، هم مطرح شده است (مراد، ۱۹۶۴) و هم رد شده است. با این حال، یک دهه طول کشید تا ثمرات سفر عبده آشکار شود. در سال ۱۹۱۳ دو هفته‌نامه عربی، «الفاروق» و «ذوالفقار»، هر دو با الهام صریح عبده‌ای و غیرسیاسی، در الجزایر منتشر شدند. هدف آن‌ها دوگانه بود: تبلیغ آموزه‌های عبده و انتقاد از وضعیت دینی در الجزایر، به ویژه فرقه‌های صوفی و مرابطین، خرافات و رذایل رایج. هدف ویژه نقش اقتصادی یهودیان محلی بود. هر دو تا سال ۱۹۱۵ تعلیق شدند، اما «الفاروق» در سال ۱۹۲۱ دوباره ظاهر شد.
یک دهه بعد، گرایش‌های پراکنده سلفی بار دیگر با انتشار «المنتقد» (ژوئیه ۱۹۲۵) شکل می‌گیرند، که به زودی تعلیق و با «الشهاب» (دسامبر ۱۹۲۵، ابتدا هفتگی، سپس ماهانه) جایگزین می‌شود. به لطف شخصیت فوق‌العاده بنیانگذار و سردبیر آن، عالم قسنطینه عبدالحمید بن بادیس، و همچنین کیفیت همکارانش، در دهه ۱۹۳۰ به معتبرترین تریبون سلفیه مغرب تبدیل شد (به آن "منار مغرب" لقب داده بودند)، تا اینکه در پایان سال ۱۹۳۹ متوقف شد.
تیمی که توسط ابن بادیس گردآوری شد، شامل تعدادی از افراد بود که بیشتر آن‌ها دارای "زادگاه" مشترک - استان قسنطینه - دوره تحصیل در زیتونه و (برخی از آن‌ها) اقامت تا ۱۰ سال در شرق بودند، اما از نظر پیشینه، مهارت‌ها و خلق و خو تفاوت‌های زیادی داشتند (در مورد این افراد، مراد، ۱۹۶۷، ۷۹-۱۱۸ را ببینید). شش سال بعد، این تیم هسته اصلی انجمن علمای مسلمان الجزایر (جمعیة العلماء المسلمین الجزائریین = AUMA) (1931) شد. اهداف آن، همانطور که در اساسنامه ذکر شده بود، صرفاً دینی، اخلاقی و فرهنگی بود؛ هرگونه بحث سیاسی یا مداخله در هر مسئله سیاسی اکیداً ممنوع بود. در پی آن، مبارزه‌ای برای سلطه بین سلفی‌ها و مرابطین درگرفت که در آن اولی‌ها پیروز شدند، اما دومی‌ها به رهبری حافظی، یک سازمان رقیب ضد اصلاح‌طلبانه به نام جمعیة علماء السنة الجزائریة = AUSA (1932) را تأسیس کردند، اضافه کردن کلمه "سنه" دلالت بر این داشت که مخالفان آن‌ها با انتخاب نماینده‌ای از اباضیه، ابراهیم بیود، به کمیته خود، دچار بدعت شده‌اند. به دنبال آن یک سال جدال تلخ بین دو اردوگاه رخ داد که ضعف ذاتی مرابطین، فقر فکری، انحطاط اخلاقی و ناتوانی آن‌ها در تکامل و رویارویی با چالش‌های زمان را آشکار کرد. آن‌ها در مجموع، علیرغم تعداد زیاد، چارچوب منسجم، شاخه‌های گسترده، نظم رهبانی و قدرت اقتصادی، قادر به طراحی اقدامات متقابل مؤثر و بلندمدت برای مقاومت در برابر حمله سلفی‌ها نبودند و مجبور بودند به ابتکار، حمایت و راهنمایی اداره فرانسه تکیه کنند، که این امر اعتبار آن‌ها را افزایش نداد.
هدف ثانویه اصلاح‌طلبان سلفی طبقه وزرای رسمی فرقه یا "روحانیون" مسلمان بود. در سال‌های ۱۹۳۴-۵، تعداد آن‌ها ۳۸۵ نفر بود (۲۲ مفتی، ۱۵۹ امام و ۲۰۴ نفر دیگر). از آنجایی که اغلب به وابستگی سیاسی (یعنی وفاداری و اطاعت) بر شایستگی حرفه‌ای و صداقت اخلاقی اولویت داده می‌شد، خدمات مدنی مذهبی به طور کلی در طول زمان بیشتر اعتبار خود را در نظر عموم از دست داد. با این حال، هر دو طرف معمولاً از حملات مستقیم به یکدیگر خودداری می‌کردند. دو اتهام عمده‌ای که "روحانیون" رسمی علیه سلفیه مطرح می‌کردند، جدایی‌طلبی (از فرانسه) و وهابیت بود.
جدا از برتری که اصلاح‌طلبان بر مرابطین به دست آوردند، تعدادی از رویدادها در دهه ۱۹۳۰ پیشرفت آن‌ها را تسهیل یا مشخص کرد: (الف) نارضایتی مسلمانان از جشن‌های صد ساله پیروزمندانه فتح الجزایر توسط فرانسه (۱۹۳۰)؛ (ب) نگرش اولیه خیرخواهانه ژان میرانت، مدیر امور بومی ضد مرابط، نسبت به اصلاح‌طلبان؛ (ج) بحران ۱۹۳۳-۴ بین AUMA و دولت پس از ممنوعیت موعظه‌های غیرمجاز (یعنی اصلاح‌طلبانه) در مساجد رسمی و تدریس اصلاح‌طلبان در تعدادی از مدارس آزاد، حمایت مردمی از اصلاح‌طلبان را بیشتر گسترش داد؛ (د) اتحاد متناقض اصلاح‌طلبان با فدراسیون منتخبین طرفدار ادغام، به رهبری دکتر بن‌جلول و فرحات عباس، برای اهداف انتخاباتی؛ (ه) شورش‌های خونین ضد یهودی قسنطینه (۳-۵ اوت ۱۹۳۴)؛ این واقعیت که این شورش‌ها در قلب اصلاح‌طلبی سلفی و شهر زادگاه ابن بادیس رخ داد، سوءظن شدیدی را نسبت به او برانگیخت اما به لطف نقش او به عنوان احیاگر صلح بین‌جوامعی به نفع او تمام شد؛ (و) اولین کنگره اصلاح‌طلبان که در سپتامبر ۱۹۳۵ در الجزایر برگزار شد، به AUMA این امکان را داد که ارزیابی کند و به عنوان یک نیروی سیاسی و ملی در جامعه الجزایر ظاهر شود؛ (ز) نقش محوری که اصلاح‌طلبان در آماده‌سازی و برگزاری کنگره اسلامی الجزایر (ژوئن ۱۹۳۶) ایفا کردند، که با هدف اتخاذ و ارائه مطالبات مشترک سه شرکت‌کننده اصلی - منتخبین، اصلاح‌طلبان و کمونیست‌ها - به دولت جبهه مردمی تشکیل شد (مرابطین و وزرای رسمی فرقه دعوت نشدند؛ یک شرکت‌کننده مخالف احمد مصالی حاج، رهبر حزب ستاره شمال آفریقا (از سال ۱۹۳۷ به حزب خلق الجزایر = PPA تغییر نام داد) مستقر در پاریس، دعوت نشده بود، اما با این وجود شرکت کرد). مطالبات اصلاح‌طلبان شامل موارد زیر بود: حفظ وضعیت شخصی مسلمانان، سازماندهی مجدد نظام‌های قضایی، جدایی دین از دولت (یعنی استقلال فرقه مسلمان)، بازگرداندن تمام ساختمان‌های مذهبی و کنترل درآمدهای وقف، و لغو هرگونه تبعیض در مورد زبان عربی.
هیئت کنگره در پاریس با استقبال خوبی روبرو شد، اما تلگرافی که محمود بن دالی (ملقب به کحول)، نایب مفتی اعظم مالکی الجزایر، و دیگران به نخست وزیر لئون بلوم فرستادند و آن را تکذیب کردند، عواقب جدی داشت: در ۲ اوت مفتی به قتل رسید و قاتل، رهبر اصلاح‌طلب عقبی را به عنوان کسی که او را اجیر کرده بود معرفی کرد، اگرچه عقبی سرانجام در سال ۱۹۳۹ تبرئه شد.
مدافعان عقبی پس از دستگیری او، که برخی از رهبران مدنی یهودی نیز در میان آن‌ها بودند، این موضوع را به عنوان یک پرونده دریفوس جدید، که توسط دولت برای بی‌اعتبار کردن اصلاح‌طلبان طراحی شده بود، مطرح کردند. از این تلاش مشترک برای تبرئه عقبی، "اتحاد مؤمنان موحد" متولد شد که اعضای اصلی آن در طرف مسلمان ابن بادیس و عقبی بودند. اعتقاد بر این است که تلاش‌های این گروه تا حدودی نگرش صحیح مسلمانان الجزایری نسبت به یهودیان در دوران حکومت ویشی را توضیح می‌دهد، اگرچه تحریکات علیه یهودیان کم نبود.
از سوی دیگر، ماجرای عقبی بذر اختلاف و سردرگمی را در میان خود مسلمانان کاشت. یک رویداد مهم که از نظر بسیاری نقطه عطفی در روابط فرانسه و الجزایر تلقی می‌شد، شکست به اصطلاح پروژه بلوم-ویولت بود، لایحه‌ای که به برخی از دسته‌های افراد فرنگی‌شده (حدود ۲۱۰۰۰ نفر) حقوق سیاسی یک شهروند فرانسوی را بدون از دست دادن وضعیت شخصی مسلمان آن‌ها اعطا می‌کرد. به دلیل مخالفت مستعمره‌نشینان و لابی آن‌ها در پاریس، این لایحه هرگز برای بحث در مجلس نمایندگان مطرح نشد.
یک سال بعد (ژوئیه ۱۹۳۸)، منتخبین دچار انشعاب شدند، زیرا هر یک از دو رهبر آن‌ها، بن‌جلول و ف. عباس، تلاش کردند تا اردوگاه خود را ایجاد کنند. سرانجام، خود AUMA نیز دچار انشعاباتی شد. در کنوانسیون سالانه خود (سپتامبر ۱۹۳۸)، عقبی به شدت از گروه ابن بادیس به دلیل دخالت بیش از حد در سیاست و عدم حمایت از فرانسه انتقاد کرد. یک سال بعد، او گروه و نشریه خود، «الاصلاح الاسلامی»، را تأسیس کرد، سیاست را برای آموزش رایگان و اصلاح دینی و اخلاقی رها کرد، از الجزایری‌ها خواست تا در زمان نیاز در کنار فرانسه بایستند، و از شور و شوق ضد مرابطی خود کاست.
جدایی عقبی، بیش از هر چیز دیگری، خصومت AUMA (به ویژه ابن بادیس و ابراهیمی) را با فرانسه برجسته کرد. این امر، در سال ۱۹۳۶، در پاسخ معروف ابن بادیس به ف. عباس، که در آن تأکید کرد "... این ملت فرانسه نیست، نمی‌تواند فرانسه باشد و نمی‌خواهد فرانسه باشد" (شهاب، آوریل ۱۹۳۶)، آشکار شد. عامل حیاتی پس از شروع جنگ جهانی دوم رخ داد، زمانی که AUMA از اعلام وفاداری خود به فرانسه خودداری کرد. در طول جنگ، AUMA که به عنوان دشمن فرانسه طبقه‌بندی شده بود، عملاً غیرفعال بود. در فوریه ۱۹۴۵، با منتخبین و PPA یک جبهه ملی‌گرایانه به رهبری عباس تشکیل داد. اعتقاد بر این است که مبارزات آن‌ها علیه سلطه فرانسه در ایجاد فضایی که قیام در قسنطینه در روز پیروزی (۸ مه ۱۹۴۵) را ممکن ساخت، نقش داشته است، قیامی که در آن صدها اروپایی و هزاران الجزایری جان خود را از دست دادند. شکاف عمیقی که این رویداد بین فرانسوی‌ها و الجزایری‌ها ایجاد کرد، هرگز پر نشد. امیدهای جدیدی که قانون ۲۰ سپتامبر ۱۹۴۷ با اعطای اساسنامه ۱۹۴۷
(به فرانسوی: Statut organique) (به انگلیسی: Organic Statute of Algeria) به الجزایر برانگیخت، به زودی نقش بر آب شد. محور اصلی آن، یک مجلس منتخب الجزایر، قرار بود، از جمله، اصول استقلال نهاد دینی و وضعیت برابر زبان عربی را که AUMA از بدو تأسیس خواستار آن بود، اعمال کند. پس از سال ۱۹۵۰، با آغاز بحران‌های سیاسی در تونس و مراکش، به طور فزاینده‌ای روشن شد که الجزایر نیز به سوی یک رویارویی پیش می‌رود.
در طول جنگ استقلال (۱۹۵۴-۶۲)، اسلام نقش مهمی به عنوان یک بسیج کننده پراکنده اما مؤثر توده‌ها ایفا کرد، جدا از AUMA که اگرچه از نظر اخلاقی حامی بود، اما در پیوستن به FLN (مانیفست ژانویه ۱۹۵۶) نسبتاً کند عمل کرد. به گفته آ. نذیر (۱۹۷۵)، این موضع محتاطانه ناشی از بیزاری علما از خشونت و منشأ و فرهنگ بورژوایی آن‌ها بود. همچنین به AUMA این امکان را داد که ذخایر خود را دست نخورده نگه دارد. از سوی دیگر، FLN به دلیل فقر ایدئولوژیک و ناتوانی سکولاریسم و سوسیالیسم در جذب توده‌ها، نمی‌توانست از AUMA بی‌نیاز باشد. آن‌ها ا.ت. مدنی، مورخ و دبیرکل AUMA، را سخنگوی دولت موقت الجزایر (GPRA، ۱۹۵۸) کردند و بعداً (سپتامبر ۱۹۶۲) وزارت اوقاف و فرهنگ را به او سپردند.
در حالی که اصلاح‌طلبی سلفی به عنوان یک حزب در الجزایر مستقل از بین رفت، سیاست‌های دولت در زمینه مذهبی را تحت تأثیر قرار داد. در مقابل، مرابط‌گرایی، دشمن دیرین آن، در خفا به سر می‌برد. دولت و اصلاح‌طلبان به سختی پرستش اولیا را تحمل می‌کنند، اما با شارلاتان‌های مذهبی و جن‌گیران مبارزه می‌کنند. بنابراین، حتی در سال ۱۹۷۷، می‌توان گفت که رژیم "به طور کامل بر عرصه مذهبی تسلط داشت". پانزده سال بعد، این گفته دیگر درست به نظر نمی‌رسد. نفوذ انقلاب اسلامی در ایران و جاهای دیگر، بحران عمیق‌تر اقتصادی و اجتماعی در الجزایر، با رژیم تک‌حزبی تحت کنترل ارتش که قادر به مقابله مؤثر با آن نیست، و تلاش دیرهنگام رئیس جمهور بن‌جدید برای دموکراتیزاسیون - همه این عوامل (که بر نزدیک به هفتاد سال قرار گرفتن در معرض اصلاح‌طلبی سلفی افزوده شده است) ممکن است پیروزی قاطع جبهه نجات اسلامی بنیادگرا (FIS) و متحدان آن در دور اول انتخابات عمومی (ژانویه ۱۹۹۲) را توضیح دهد. امتناع ارتش از پذیرش رای مردم و عزم آن برای استفاده از زور به جای سازش، یک رویارویی خونین ایجاد کرده است که نتیجه آن هنوز در آینده نهفته است.
جدا از سابقه اصلاح‌طلبی سلفی در سیاست، این جنبش در حوزه‌های اصلی فعالیت خود، یعنی دین، فرهنگ و اخلاق، نتایج چشمگیری به دست آورد که بنیان معنوی ناسیونالیسم الجزایر را فراهم کرد. تا سال ۱۹۵۸، انجمن علمای مسلمان الجزایر (AUMA) تخمین زده می‌شد که ۱۰۰۰۰ عضو فعال و ۱۰۰۰۰۰ (?) هوادار داشته باشد که در ۱۲۶ بخش، ۳۴ حلقه و ۷۰ انجمن مذهبی تقسیم شده بودند. این انجمن از حمایت گسترده‌ای در نهادهای نماینده الجزایر تا سطح جماعت‌های روستایی و حتی بیشتر در انجمن دانشجویان مسلمان شمال آفریقا (AEMNA) برخوردار بود، و در میان فارغ‌التحصیلان مدارس رسمی و فرانسوی، حتی در میان مقدم‌های برخی از زاویه‌ها، پیروانی پیدا کرده بود، و به توده اوراس، سنگر مرابط‌گرایی، دره سومام و حاشیه‌های صحرا (لغوات، سوف) نفوذ کرده بود. ابزارهای اصلی تلقین سلفی-اصلاح‌طلبانه، مدرسه آزاد، مسجد و مطبوعات بودند. تعداد مدارس آزاد از سال ۱۹۲۵ به طور پیوسته افزایش یافت، به ویژه در استان قسنطینه، "زادگاه" ابن بادیس و تیم او. برای سال ۱۹۳۴-۵، مراد (۱۹۶۷: ۳۳۸) رقم ۷۰ مدرسه را ذکر می‌کند که هر کدام از یک یا دو کلاس تشکیل شده بودند و در مجموع صد کلاس با ۳۰۰۰۰ دانش‌آموز دختر و پسر داشتند. طبق برآورد بعدی، تا سال ۱۹۵۸، ۱۸۱ مدرسه با ۴۰۰۰۰ دانش‌آموز وجود داشت که ۱۲۳ مورد آن مدارس قرآنی اصلاح‌طلبانه و ۵۸ مورد آن مدارس آزاد بودند که آموزش ابتدایی را به ۱۱۰۰۰ دانش‌آموز ارائه می‌دادند. کلاس‌ها سالانه ۲۷۲ روز برگزار می‌شدند (در مقابل ۱۵۷ روز در مدارس فرانسوی). علاوه بر این، مؤسسه بن بادیس (در سطح دبیرستان، افتتاح شده در سال ۱۹۴۷) با ۷۰۰ دانشجو وجود داشت. بیشتر مدارس همچنین به عنوان شاخه‌های محلی AUMA و باشگاه‌هایی برای جوانان اصلاح‌طلب خدمت می‌کردند. در برنامه‌های درسی آن‌ها، تأکید زیادی بر زبان عربی کلاسیک (عربی محاوره و بربری ممنوع بود)، قرآن با تفسیر مربوطه، برخی احادیث، برخی فقه، تاریخ عرب (عمدتاً دوره پیامبر و خلفای راشدین) و الجزایر، با هدف تقویت غرور ملی و آرزوی تجدید شکوه پیشین آن‌ها، وجود داشت. موارد مهم شامل سرودهای میهنی الجزایر و شعار عقیدتی: اسلام دین من است، عربی زبان من است، الجزایر وطن من است (وطنی).
در کنار تدریس، علمای سلفی تلاش کردند تا جان تازه‌ای به هنر خطابه ببخشند، که به یک امر کاملاً مکانیکی تبدیل شده بود و از واقعیت و نیازهای مردم جدا شده بود. سه تن از آن‌ها به عنوان سخنران برجسته هستند: ابن بادیس، ابراهیمی و عقبی، که از نظر سبک تفاوت‌های زیادی داشتند، اما همه آن‌ها با تسلط عالی خود بر زبان عربی کلاسیک، شور و اشتیاق مذهبی و تازگی پیام خود، مخاطبان خود را مجذوب می‌کردند.
در مورد مطبوعات، روزنامه‌های عربی الجزایر، مانند همتایان خاورمیانه‌ای خود، از تعدادی مشکلات و کاستی‌ها رنج می‌بردند: آن‌ها توسط افراد غیرحرفه‌ای منتشر می‌شدند، منابع مالی آن‌ها ناپایدار بود، تجهیزات فنی آن‌ها ابتدایی بود، خوانندگان آن‌ها به دلیل نرخ بالای بی‌سوادی محدود بودند، و موجودیت آن‌ها همواره در معرض خطر تعلیق قرار داشت. تعداد کمی از آن‌ها بیش از ۱۰ سال عمر کردند. آن‌ها عبارت بودند از روزنامه محافظه‌کار قدیمی «نجاح»، روزنامه‌های سلفی «شهاب»، «اصلاح» و «بصائر»، روزنامه علوی «بلاغ» و روزنامه نئو-اباضی «وادی-میزاب». علیرغم کاستی‌های فوق، ارگان‌های سلفی می‌توانستند به هدف خود دست یابند، زیرا مطبوعات آن‌ها مطبوعات عقیدتی بودند، نه اطلاعاتی. جدا از اسلام، زبان عربی و هویت ملی الجزایر، دو موضوع برای آن‌ها اهمیت زیادی داشت: (۱) اخلاق سلفی، یا "تجدید تسلیحات اخلاقی"؛ و (۲) "مبارزه برای گذشته" یا دیدگاه آن‌ها از تاریخ.
ارزیابی مجدد اخلاق اسلامی توسط اصلاح‌طلبان الجزایری، مانند سلفیان شرقی، ناشی از درک عمیق تضاد بین وضعیت کنونی تحت سلطه یک قدرت کافر و قدرت و شکوه عرب در روزگار سلف بود. بنابراین، دعوت به احیای آن نیروهای حیاتی اخلاقی بود که عرب‌ها را به عظمت رسانده بودند اما قرن‌ها تحت تأثیر اخلاق صوفیانه، با تأکید آن بر تحقیر دنیا، بی‌اعتنایی به فردا و آینده، جبرگرایی، سکون‌گرایی و پذیرش منفعلانه امور همانگونه که بودند، به خواب رفته بودند. برای ایجاد تغییر، مسلمان باید به یک اعتقاد خالص و کاملاً توحیدی به خدا و اعتماد به سرنوشت بازگردد، که ثمره رعایت دقیق مناسک است، که به نوبه خود باعث تقویت نشاط، انرژی، اراده، اتکا به نفس، فعالیت، کار، حرکت و سرعت (ارزش زمان)، عزم، تلاش، پشتکار و ثبات، جاه‌طلبی، جستجوی شهرت، امید می‌شود - همه این‌ها به کلمات کلیدی در فرهنگ لغت اصلاح‌طلبان تبدیل می‌شوند.
در حوزه اخلاق اجتماعی، تلاش‌های اصلاح‌طلبان فراتر از تقویت ویژگی‌های ایجاد کننده انسجام اجتماعی و مبارزه با برخی از رذایل مانند فحشا، الکلیسم و قمار - که به دلیل ممنوعیت قرآنی و تأثیر اروپایی‌ها در گسترش آن‌ها دو چندان منفور شده بودند - گسترش نیافت. آن‌ها همچنین علیه آداب و رسومی که توسط پاک‌گرایی وهابی-سلفی ممنوع شده بود، مانند هزینه‌های گزاف در عروسی‌ها و سایر جشن‌ها، مراسم تشییع جنازه پر سر و صدا و بدعت‌های رایج مربوط به پرستش اولیا، مبارزه کردند. اصلاحات اجتماعی به معنای مدرن آن برای آن‌ها اهمیتی نداشت. آن‌ها ترجیح می‌دادند آن را به سیاستمداران و رهبران کارگری واگذار کنند، در صورتی که عملاً با آن مخالفت نمی‌کردند، همانطور که در تمام مسائل مهم مربوط به آزادی زنان، مانند حجاب، چندهمسری، طلاق و ارث (مانند رشید رضا) چنین کردند. این موضع محتاطانه ممکن است با محافظه‌کاری شدید جامعه مغرب، پیشینه بورژوایی ابن بادیس، اعتقاد به اینکه عدالت اجتماعی توسط قرآن و شریعت تأمین می‌شود، تمایل به حفظ ساختار سنتی خانواده الجزایری به عنوان آخرین سنگر اسلام در برابر تأثیرات مخرب غرب و در نهایت، اما شاید نه کمترین، وابستگی به حمایت مالی طبقات مرفه توضیح داده شود.
تاریخ‌نگاری اصلاح‌طلبانه (میلی، مدنی، فاسی) بر اساس چندین فرض اساسی هدایت می‌شد: از سپیده دم تاریخ، قطبیت و دوگانگی بین شرق و غرب وجود داشته است؛ شرق از نظر ارزش‌های معنوی، اخلاق و فرهنگ اصیل بر غرب برتری دارد؛ راه‌های غرب، که روم و وارثان لاتین سنت‌های امپراتوری آن پیشگام آن هستند، عبارتند از سلطه، ظلم و استثمار؛ مغرب از نظر منشأ، روحیه و فرهنگ بخشی از شرق سامی است؛ بربرها که قبلاً توسط فنیقی‌ها سامی‌سازی شده بودند، از طریق اسلام و زبان عربی با عرب‌ها در یک ملت ادغام شدند، در برابر هر فاتحی ایستادند و توانایی خود را برای تأسیس یکی از بزرگترین دولت‌های جهان ثابت کردند؛ الجزایر علیرغم تلاش‌های غرب برای تضعیف و محو آن‌ها، هویت و تاریخ ملی خود را داشته و هنوز هم دارد. تاریخ آن با چهره‌ها و سلسله‌های زیر نشان داده می‌شود: یوگرتا نومیدی، بزرگترین دشمن روم؛ عقبة بن نافع، فاتح عرب مغرب برای اسلام، مدفون در خاک الجزایر؛ امامت رستمی طاهرت (علیرغم خوارجی بدعت‌گذار بودن آن)؛ عبدالمؤمن الجزایری، بنیانگذار واقعی خلافت موحدون؛ و سلسله عبدالودید تلمسان. حتی بنو هلال، که حمله آن‌ها به مغرب از زمان ابن خلدون به عنوان بزرگترین فاجعه‌ای که در قرون وسطی بر این منطقه وارد شده توصیف شده است، از نظر اصلاح‌طلبان یک نعمت در لباس مبدل تلقی می‌شود، زیرا شخصیت عربی آن را برای همیشه تثبیت کرد. آخرین قهرمان، عبدالقادر بن محیی الدین، قهرمان مقاومت الجزایر در برابر فرانسه بوده است.

## سابقه سلفی‌گری در کشور مراکش
سلفیه مراکش، مانند سلفیه تونس، از نظر دامنه، مدت و اهمیت سیاسی قابل مقایسه با سلفیه الجزایر نیست. همچنین یک سازمان متمرکز، رهبری جمعی و برنامه اقدام مشترک ایجاد نکرد. این اولین تجلی یک آگاهی ملی-اسلامی بیدار شده، یک مرحله انتقالی بین مقاومت مسلحانه بربرها علیه اشغالگران فرانسوی و اسپانیایی و ظهور یک جنبش سیاسی، حزب جوان مراکش، بود که تحت تأثیر جنگ ریف و برانگیخته شده توسط ظهیر بربری بدنام (۱۹۳۰) قرار گرفت. این جنبش ایدئولوژی سلفی و عوامل آن را جذب کرد، اما بسیار فراتر از آن رفت. با این حال، اگرچه کوتاه بود، سلفیه به طرز چشمگیری مؤثر واقع شد و حمایت و همدردی محافل عالی از جمله سلاطین، مخزن، علمای قرویین و بورژوازی عالی را به دست آورد، اما از سوی فرانسوی ها به عنوان یک تهدید بالقوه برای تحت الحمایه آنها تلقی می شد. برخلاف اصلاح طلبان الجزایری، سلفی های مراکش نیازی به ایجاد یک تاریخ و هویت ملی جداگانه نداشتند. وجود دومی یک واقعیت تاریخی بود، بنابراین آنها می توانستند خود را وقف اهداف اصلی دیگر اصلاح طلبی سلفی کنند: ریشه کن کردن پرستش اولیا، به ویژه زیارتگاه های قبور اولیا با بدعت های همراه آن، از جمله اعتقادات و اعمال انسان پرستانه و "طبیعت گرایانه" فرقه های پایین تر صوفیه، و اصلاح نظام آموزشی سنتی به شیوه عبده. علاوه بر این، آنها علیه جشن های عروسی پرهزینه و ویرانگر مبارزه کردند. موضوعی که در نهایت با تأثیر چشمگیری مطرح شد، سیاست بربری فرانسه بود. در مبارزه خود علیه مرابط گرایی، سلفی ها پیش از دو سلطان وهابی الهام گرفته، سیدی محمد بن عبدالله و پسرش مولای سلیمان قرار داشتند. "رساله شبانی" ضد مرابطی دومی (۱۸۱۱) او را درگیر یک مبارزه نظامی با تشکیلات مرابطی کرد که نزدیک بود سلسله را از بین ببرد (۱۸۲۲). جانشینان بلافصل او سیاست محتاطانه تری را در پیش گرفتند، اما در مه ۱۹۰۹ مولوی عبدالحفیظ، یک هوادار قوی سلفی (او رد ادعاهای تیجانی را نوشت)، محمد الکبیر بن عبدالوهاب الکتانی، رئیس فرقه کتانیه و رهبر مخالف روحانیون با فرانسوی ها را اعدام و زاویه های او را بست. الکتانی مظنون به توطئه برای سرنگونی سلسله حاکم و بازگرداندن سلسله ادریسی بود. سلطان بعدی، مولای یوسف، همین خط مشی را ادامه داد. در سال ۱۹۲۴، شورای علما به دستور او تصمیم گرفت تمام نوشته های محمد النظیفی، نویسنده تیجانی را بسوزاند. در سال ۱۹۳۳، پسر و جانشین او سیدی محمد بن یوسف تمام مظاهر فرقه عیساویه را ممنوع کرد و در سال ۱۹۴۶ تأسیس فرقه های جدید یا افتتاح زاویه های جدید بدون اجازه قبلی را ممنوع کرد.
حتی محمد بن عبدالکریم، رهبر جنگ ریف (۱۹۲۱-۱۹۲۶) ایدئولوژی سلفی را پذیرفت و سعی کرد آن را در ریف گسترش دهد تا روحیه ریفی ها را تقویت کند و تبلیغات شکست طلبانه برخی از فرقه های صوفیه را خنثی کند و به عنوان تلافی، دو زاویه آنها را سوزاند. این نگرش فرقه ها از سوی جوانان مراکش به عنوان خیانت تلقی شد و دشمنی آنها را نسبت به کل تشکیلات صوفیه عمیق تر کرد. پس از جنگ ریف، هدف اصلی مرابطی آنها رئیس جدید کتانیه، الحاج عبدالحی الکتانی شد. اولین نشانه های یک روند ضد مرابطی در میان روشنفکران مراکشی در نیمه دوم قرن نوزدهم ظاهر شد: مورخ احمد بن خالد الناصری السلاوی (درگذشته ۱۸۹۷)، که خود را دشمن زیارتگاه های قبور اولیا (مواسم) اعلام کرد، و عبدالله بن ادریس السنوسی، عالم قرویین و عضو شورای سلطنتی در زمان مولای حسن (۱۸۷۳-۱۸۹۴)، که برخی از ایده های سلفی را از سفرهای خود به شرق بازگرداند و سعی کرد آنها را در مراکش ترویج کند، اما با موفقیت اندک.
اقدام ابوشعیب بن عبدالرحمن الدکالی، ملقب به "عبده مراکشی" (۱۸۷۸-۱۹۳۷)، بسیار مؤثرتر بود. او حدود سال ۱۹۰۰ در الازهر تحصیل کرد، وزیر دادگستری شد، دکترین عبده را در قرویین و رباط تدریس کرد، پس از ۱۹۱۲ دوباره به شرق رفت، آموزه های عبده را در مکه شرح داد و با رشید رضا و گروه المنار او و همچنین "پدر پان عربیسم"، امیر دروزی شکیب ارسلان دوست شد. پس از جنگ جهانی اول، او به مراکش بازگشت و با گروهی از پیروانش در سراسر کشور به تبلیغ پرداخت، درختان مقدس را قطع و سنگ های مقدس را شکست. فصاحت و کاریزمای او پیروان زیادی را برای او به ارمغان آورد. از جمله شاگردان او، مبارزترین آنها عبارت بودند از: (الف) محمد غازی، اهل مکناس که در سال ۱۹۲۰ با عبدالحی الکتانی درگیر شد، در سال ۱۹۲۳ از قرویین اخراج شد و در سال ۱۹۲۶ یک "مدرسه آزاد" تأسیس کرد. او به عنوان یک شاعر ملی گرا و فقیه شناخته می شد؛ و (ب) علال الفاسی (۱۹۰۷-۱۹۷۴)، عالم قرویین، میهن پرست پرشور، شاعر و معلم، از سال ۱۹۲۹ به بعد رهبر ملی گرا شد و بدین ترتیب در شخص خود گذار از سلفیه به ملی گرایی را تجسم بخشید. فیلسوف م.ع. لحبابی او را به دلیل کتابش، خودانتقادی، "نظریه پرداز سلفیه" می نامد.
گروه های مشابه گروه های رباط و فاس در مراکش، تطوان و طنجه تشکیل شدند. در دو شهر اخیر، فعالیت سلفی حول محمد داوود، مورخ تطوان، و خانواده بنونا متمرکز بود که رئیس آنها، الحاج عبدالسلام، وزیر سابق دادگستری، به عنوان "پدر ملی گرایی مراکش" لقب گرفت.
سرانجام، باید از فعال اسلامی محمد مکی الناصری، از خاندان مشهور رباطی (متولد ۱۹۰۴) یاد کرد. او در قاهره تحصیل کرد، در سال ۱۹۲۷ به مراکش بازگشت، در سال ۱۹۳۰ پس از مبارزاتش علیه ظهیر بربری اخراج شد و یک کیفرخواست علیه سیاست بربری فرانسه به کنگره پان اسلامی اورشلیم (دسامبر ۱۹۳۱) ارائه داد. در سال ۱۹۳۷ حزب وحدت مراکش (PUM) را تأسیس و رهبری کرد. برای تفکرات اصلاح طلبانه اولیه او، جزوه ای با عنوان اظهار الحقیقه و ابلاغ الخلیقه داریم که خواستار اصلاح جامعه مسلمانان با بازگشت به تصوف حقیقی مبتنی بر اخلاق عملی بود.
زمینه اصلی دیگر فعالیت سلفی، اصلاح نظام آموزشی، به ویژه تأسیس "مدارس آزاد" (مدارس حره)، که به آن "مدارس قرآنی نوسازی شده" نیز گفته می شد، بود. سلفی ها نه اولین و نه تنها کسانی بودند که آنها را ایجاد کردند. ج. دامیس چهار دسته را در میان "پدران بنیانگذار" و کمیته های حامی متمایز می کند: تجار، سلفی ها، علما/فقها و اعضای برخی از فرقه های صوفیه. آنها در آگاهی از عقب ماندگی مکتب سنتی قرآنی (مسیّد)، نمونه مدارس اصلاح شده در شرق (مصر و سوریه)، یک ناسیونالیسم فرهنگی و یک ملاحظه اخلاقی در مورد مدرسه دولتی با تأکید آن بر موضوعات فرانسوی و مدرن و فضای سکولار آن، به ضرر عربی، قرآن و اسلام مشترک بودند. با این حال، آنها در مسائل سازماندهی، مدیریت، روش شناسی و تجهیزات تحت تأثیر مدرسه دولتی قرار گرفتند. اولین مدارس آزاد در سال ۱۹۱۹ در رباط، فاس و تطوان افتتاح شدند. در اواخر دهه ۱۹۴۰، ۱۲۱ مدرسه آزاد با ۱۴ ضمیمه و ۲۶۸۰۰ دانش آموز وجود داشت. کادر آموزشی عمدتاً از قرویین و دانش آموزان از طبقه متوسط شهری بودند. برنامه های درسی آنها متفاوت بود. به عنوان مثال، مدرسه بوهلال (رباط ۱۹۱۸) ادعا می کرد که دوره هایی در علوم مدرن، تاریخ، جغرافیا، فرانسوی و ژیمناستیک ارائه می دهد، در حالی که مدرسه مراکش (۱۹۵۲) عمدتاً قرآن، دستور زبان عربی، برخی فقه، حساب و فرانسوی تدریس می کرد. تأثیر کلی مدرسه آزاد در مراکش این بود که به عنوان یک واکنش در برابر فرهنگ فرانسوی، وسیله ای برای فرهنگ مدرن عربی، پیشرو و (بعداً) کمک کننده ناسیونالیسم مراکش، و مروج و (بعداً) مانع تحرک و تغییر اجتماعی عمل کرد.
اهمیت سلفیه در مراکش به طور متفاوتی ارزیابی شده است. ای. درمنگهم، یک ناظر مشتاق و همدل اسلام مغرب، در سال ۱۹۳۳ از سرعتی که سلفیه در کاهش چشمگیر نفوذ مرابطین موفق شده بود، شگفت زده شد. ع. لروی، مورخ فرهنگی مراکش، معتقد است که از ۱۹۱۲ تا ۱۹۲۵، سلفیه به ایدئولوژی مشترک سلطان، مخزن مرکزی، علمای فاس و بورژوازی تبدیل شده بود، اقتدار مذهبی سلطان را منحصر به فرد کرده بود، انگیزه اصلاح طلبی بن عبدالکریم علیه آداب و رسوم محلی بربرها را ایجاد کرده بود (با این حال نتوانست حمایت مرابطین را جلب کند)، و روش شناسی آن به تمام مکاتب فکری و تمام گروه های ذینفع خدمت می کرد. از سوی دیگر، فیلسوف مراکشی م.ع. لحبابی (الحبابی) معتقد است که علی رغم تمام تلاش ها و موفقیت هایش، نتایج اقدام سلفی به دلیل تحولات ناشی از صنعتی شدن شهرهای مدرن مراکش ناامید کننده بود.

## سابقه سلفی‌گری در کشور مصر و سوریه
تاریخ اولیه سلفیه در هر دو کشور مصر و سوریه (به معنای بلاد شام، سوریه بزرگ) ارتباط تنگاتنگی دارد. اقامت محمد عبده در بیروت (۱۸۸۲-۱۸۸۸، با وقفه های طولانی) این فرصت را به او داد تا برخی از علما، کارمندان دولت و روشنفکران آنجا را با ایده های خود و همچنین با ایده های الافغانی در مورد ضرورت و محتوای اصلاح اسلام آشنا کند.
چند سال بعد، تعداد قابل توجهی از پیروان و سخنگویان سوری سلفیه، از جمله طاهر الجزایری و جمال‌الدین القاسمی، به مصر سفر کردند. برخی از آنها مدت قابل توجهی در آنجا ماندند، برخی حتی به طور دائم در مصر اقامت گزیدند و با فعالیت های خود به عنوان مبلغ و به طرق دیگر، بر بحث اصلاحات اسلامی تأثیر گذاشتند، حتی بسیار فراتر از سوریه و مصر.
علیرغم این تأثیر متقابل بین سلفی های سوری و مصری، که از جمله از طریق مکاتبات پرشور، دیدارهای متقابل، سفرهای سخنرانی، نامه ها به سردبیر و بررسی کتاب، ملاقات ها در کنگره های پان اسلامی و غیره آشکار می شد، سلفیه در هر منطقه به درجه معینی از توسعه متمایز و مستقل دست یافت. این امر به عنوان مثال در مورد برخی اختلافات در تأکید در اصلاحات مورد نظر در مورد درک مراحل معینی از تاریخ اسلام و همچنین در مورد نقش تاریخی مذاهب صادق بود. در مورد نویسندگان فردی، این اختلافات ممکن است از تفاوت های ظریف تا انحرافات آشکار برسد. اما مواضع اساسی سلفیه در مصر و سوریه تا حد زیادی یکسان است.

### مصر
منشاء و توسعه اولیه سلفیه در این کشور بیش از همه با نام های الافغانی، عبده، الکواکبی و رشید رضا مرتبط است. با المنار، آخری الذکر در سال ۱۸۹۸ در قاهره مؤثرترین ارگان سلفیه را ایجاد کرد. از سال ۱۹۲۶ به بعد، المنار به الفتح (قاهره) پیوست، نشریه ای با گرایش مشابه که پس از مرگ رشید رضا و توقف المنار در سال ۱۹۳۵، تا سال ۱۹۴۸ مهمترین (اگرچه نه تنها) تریبون ژورنالیستی سلفیه در مصر محسوب می شد. سردبیر و نویسنده اصلی آن، محب الدین الخطیب، به همراه هموطن سوری خود عبدالفتاح قطلان (درگذشته ۱۹۳۱)، مطبعه سلفیه (شامل یک کتابفروشی)، یک چاپخانه را تأسیس کرده بود که تولیدات آن تمام خواسته های اساسی این جنبش را منعکس می کند.
در سال های ۱۹۲۷-۱۹۲۸، توسعه سلفیه در مصر وارد مرحله جدیدی شد. در این زمینه، می توان از ظهور یک نئوسلفیه سخن گفت. با جمعیت الشباب المسلمین و اخوان المسلمین برای اولین بار سازمان هایی به وجود آمدند که می خواستند اهداف سلفیه را از سطح یک گفتمان روشنفکرانه به سطح توده های مردم از طریق دعوت برسانند.
ویژگی این و بسیاری دیگر از سازمان های بعدی، برخی از آنها رادیکال و ستیزه جو، ساختار داخلی نسبتاً سختگیرانه آنهاست - که اغلب یادآور سنت طرق است -، اقتدار یک امام یا مرشد، و تأکید بر حفظ فاصله از تشکیلات مذهبی و (حتی بیشتر) از دولت. در برخی موارد، ایجاد گروه های مسلح مخفی نیز می تواند به این فهرست اضافه شود. دومی به ویژه خود را نوعی پیشتاز امت واقعی می دانند؛ آنها اقدامات خود (از جمله حملات علیه سیاستمداران و دیگر مخالفان فرضی یا واقعی) را به عنوان جهاد توجیه می کنند. با این حال، نه تنها اینها، بلکه - و به درستی - دیگر جنبش های اسلامی "میانه رو"، محافل روشنفکری و نویسندگان فردی در مصر نیز میراث معنوی سلفیه را ادعا می کنند.
موضوعات اصلی در ادبیات سلفیه در مصر از یک سو ضرورت اصلاح اسلام و از سوی دیگر مقاومت در برابر سکولاریزاسیون بود. در پرتو این دو مسئله، نویسندگان سلفیه به تعدادی از مسائل خاص پرداختند، از جمله امپریالیسم غربی، نقش هیئت های مسیحی و شرق شناسی، صهیونیسم و فراماسونری، مؤسسات آموزشی خارجی و غرب زدگی فرهنگ مصر، دانشگاه های دولتی، الازهر و ضرورت اصلاح آن، نقش فرقه های صوفیه (از نظر سلفیه منفی)، مسئله خلافت و خطر وارد کردن ایده های کمالیسم.
برخی از نویسندگان هدف خود را حمله بی وقفه به نویسندگان خاصی قرار دادند که آنها را نمایندگان به ویژه خطرناک سکولاریزاسیون و غرب زدگی می دانستند. هدف مورد علاقه انتقادات آنها طه حسین و نقش او به عنوان ادیب، منتقد ادبی، مورخ اسلام اولیه و سیاستگذار فرهنگی بود. در بحث در مورد اصالت ادبیات حدیث، که به دلیل ورود نوشته های شرق شناسی شعله ور شده بود، نویسندگان سلفیه نیز با حرارت طرفداری کردند.
در اصل، سلفیه در مصر به پان اسلامیسم گرایش داشت و همچنان دارد. از سوی دیگر، برخی از نویسندگان آن از دهه ۱۹۲۰، و به ویژه در دو دهه بعد، گرایشی به ترکیب اسلام و ناسیونالیسم عربی نشان دادند. محب‌الدین الخطیب و دیگران به طور فزاینده ای در نوشته های خود بر ارتباط نزدیک بین عروبة و اسلام و نقش ویژه اعراب در تاریخ اسلام تأکید کردند. آنها سرزمین پدری عرب را دژی از اسلام و ملت عرب را ابزاری برای نجات سیاسی آن در زمان حاضر توصیف کردند. بنابراین وحدت پان عربی پیش شرط اتحاد همه مسلمانان و بنابراین هدف فوری است. بسیاری از نویسندگان سلفیه نقش رهبری را برای دستیابی به وحدت عربی به مصر نسبت دادند و بنابراین به شدت با ناسیونالیسم مصری که خود را به دره نیل محدود می کرد، مبارزه کردند. آنها ناخواسته در دهه های ۱۹۳۰ و ۱۹۴۰ به ظهور یک ناسیونالیسم عربی اساساً سکولار دامن زدند که سخنگویان آن تا جمال عبدالناصر به طور انتخابی از برخی استدلال های سلفیه مصری استفاده کردند.
در دو سال اول پس از به قدرت رسیدن "افسران آزاد" در سال ۱۹۵۲، سلفیه در مصر امکانات نسبتاً مساعدی برای توسعه داشت. با این حال، در همان زمان اختلافات داخلی در مورد مسائل خاص آشکار شد، به عنوان مثال در ارزیابی سلطنت موروثی و نقش آن در تاریخ اسلام . پس از ممنوعیت اخوان المسلمین در سال ۱۹۵۴، نفوذ عمومی سلفیه کاهش یافت و بسیاری از پیروان آن کشور را ترک کردند (عمدتاً به عربستان سعودی و کویت). با این حال، سلفی های فردی مانند شیخ محمد الغزالی و محمود محمد شاکر گهگاه فرصتی برای ابراز نظر خود در کتاب ها یا مجلات (به عنوان مثال در الرسالة)، به عنوان مثال، در ارتباط با مبارزات مکرر دولت علیه چپ مارکسیست، یافتند. بسیاری از نوشته های نویسندگان سلفیه پیشین یا معاصر نیز برای ارائه توجیه مذهبی-قانونی برای "سوسیالیسم عربی" که توسط دولت تبلیغ می شد مناسب به نظر می رسید. به همین دلیل، شرحی از سوسیالیسم اسلامی توسط رهبر اخوان المسلمین سوریه، مصطفی السباعی (درگذشته ۱۹۶۴) نیز می توانست در قاهره منتشر شود.
با این حال، حدود فعالیت سیاسی به معنای (نئو-)سلفیه، به جز "اتحاد سوسیالیست عرب"، بسیار محدود بود. دولت در واقع به شدت به توطئه های ادعایی یا واقعی واکنش نشان داد، همانطور که اعدام سید قطب در سال ۱۹۶۶ به وضوح نشان داد.
پس از جنگ ژوئن ۱۹۶۷، و به ویژه پس از مرگ جمال عبدالناصر در سال ۱۹۷۰، ایده های سلفیه یا نئوسلفیه در ارتباط با احیای سازمان های ستیزه جوی باستانی و ظهور سازمان های جدید رونق جدیدی یافت.

### سوریه
منشاء سلفیه در سوریه در درجه اول با نام های طاهر الجزایری و جمال الدین القاسمی مرتبط است. حلقه دوستان و شاگردانی که حول الجزایری شکل گرفتند، به طور مستقیم یا غیرمستقیم تقریباً تمام روشنفکران مسلمان سنی را که پس از جنگ جهانی اول در سوریه برجسته شدند، تحت تأثیر قرار داد. بیشتر سلفی های سوری که از اصلاح طلبان عثمانی و به ویژه از سال ۱۹۰۸ از ترکان جوان حمایت کرده بودند، از سال ۱۹۰۹-۱۰ به بعد به ناسیونالیسم عربی روی آوردند. بسیاری از آنها در باشگاه ها و جنبش های عربی آن زمان (از جمله سازمان های مخفی) نقش داشتند، و برخی از آنها، مانند عبدالحمید الزهراوی (اعدام شده در سال ۱۹۱۶)، از شهدای جنبش ملی علیه سلطه عثمانی محسوب می شوند.
طاهر الجزایری، متولد دمشق در سال ۱۸۵۲، پسر یک عالم دینی بود که در سال ۱۸۴۶-۷ از الجزایر به سوریه مهاجرت کرده بود. طاهر تحت نظر او و شیخ حنفی، شیخ عبدالغنی المیدانی (درگذشته ۱۸۸۱)، تحصیلات جامعی در علوم دینی کسب کرد، اما - از همان اوایل - به علوم طبیعی مدرن نیز علاقه مند شد. او که از حمایت مدحت پاشا برخوردار بود، از سال ۱۸۷۷ به بعد در ساختن یک نظام آموزشی مدرن در سوریه (بین ۱۸۷۹-۸۳ به عنوان سرپرست کل مدارس ابتدایی) مشغول بود. از سال ۱۸۸۰ به بعد، حلقه دوستان و شاگردان (حلقه) مذکور حول او شروع به شکل گیری کرد. بین سال های ۱۹۰۷-۱۹ شیخ طاهر در مصر در تبعید زندگی کرد. او در ژانویه ۱۹۲۰ در دمشق درگذشت. از جمله دستاوردهای او می توان به تأسیس (یا تنظیم مجدد) کتابخانه ظاهریه در دمشق و کتابخانه خالدیه در اورشلیم اشاره کرد.
انتشارات شیخ طاهر عمدتاً شامل کتاب های درسی برای مدارس دولتی است. آنها ایده های اصلاح طلبانه دینی او را فقط به طور غیرمستقیم منعکس می کنند. او ترجیح می داد افکار خود را در حلقه خود شرح و بحث کند. جمال الدین القاسمی (۱۸۶۶-۱۹۱۴)، که طاهر به ویژه در سال های ۱۹۰۶-۷ با او در تماس نزدیک بود، روش متفاوتی را در پیش گرفت. در بیشتر آثار او (که چندین مورد از آنها فقط پس از مرگش منتشر شده است) ما القاسمی را به عنوان یک اصلاح طلب مصمم می بینیم. انتقادات مکرر او از تقلید و پایبندی سفت و سخت به چهار مکتب حقوقی سنی (التعصب للمذاهب) او را در معرض این اتهام قرار داد که می خواهد مذهب خود را تأسیس کند. بحثی که او در مورد مزایا یا خطرات لامذهبیه به راه انداخت، تا به امروز در سوریه ادامه دارد.
سلفیه سوریه از آغاز هرگز یک بلوک ایدئولوژیک همگن تشکیل نداده است. بلکه، در نمایندگان فردی این جنبش مواضع کاملاً متفاوتی در مورد مسائل خاص مشاهده می شود. با این حال، انتقادات آنها از بسیاری از اشکال تصوف، و همچنین از بسیاری از آداب و رسوم و مفاهیم دینی رایج، که از ابن تیمیه و مکتب او الهام گرفته شده است، کم و بیش یکسان است. نمونه ها عبارتند از الفقه و التصوف عبدالحمید الزهراوی (قاهره ۱۹۰۱) و اصلاح المساجد من البدع و العوائد القاسمی (قاهره ۱۹۲۳، ۲بیروت ۱۹۷۰). به همین ترتیب در سنت ابن تیمیه و مکتب نئو حنبلی و در توافق با همدردی سلفیه با وهابیه، ارزیابی عموماً انتقادی از شیعه و نقش آن در تاریخ اسلام وجود دارد، اگرچه همه سلفی های سوری در قضاوت خود یکسان سختگیر نیستند (, 84-5). در همین زمینه تلاش برخی از نویسندگان اولیه سلفیه در سوریه و شاگردان آنها برای تجلیل از امپراتوری امویان دمشق به عنوان یک امپراتوری واقعاً عربی و دفاع از آن در برابر اتهامات بسیاری از مورخان و نویسندگان دیگر گذشته قرار دارد. بیش از همه محمد کردعلی در این زمینه خود را متمایز کرد و این امکان را فراهم کرد که این و دیگر مواضع سلفیه در نشریات آکادمی عربی دمشق، که سال ها توسط او تأسیس و اداره می شد ارائه شود.
"عربی سازی اسلام"، که بعداً در سلفیه مصر مشاهده می شود، تا حدی با استدلال هایی مشخص می شود که قبل از جنگ جهانی اول توسط اعضای سلفیه سوریه مورد بحث قرار گرفته و توسط نویسندگانی مانند محب الدین الخطیب، شاگرد طاهر الجزایری، در مصر ترویج شده است.
همانطور که در مصر، ایده های سلفیه توسط سازمان های رادیکال مسلمان نیز در سوریه به کار گرفته شده و به اقدام سیاسی تبدیل شده است. این امر در درجه اول در مورد اخوان المسلمین صادق است که در میانه دهه ۱۹۴۰ از ادغام چندین جامعه اسلامی پدید آمد. رهبران اخوان المسلمین، به ویژه مصطفی السباعی، معروف الدوالیبی و محمد المبارک، برای چندین سال این فرصت را یافتند که ایده های خود را در نشریاتی مانند المسلمون و التمدن الاسلامی منتشر کنند. اخوان المسلمین و سازمان های مشابه نئوسلفیه ستیزه جوی سوریه که برای اولین بار در سال ۱۹۵۲ ممنوع شدند، در درجات مختلف سرکوب شده و در برخی مواقع با خشونت بسیار مورد آزار و اذیت قرار گرفتند. بسیاری از اعضای آنها به کشورهایی مانند اردن و عربستان سعودی تبعید شدند.
«عربی‌سازی اسلام»، که بعدها در سلفیه مصر قابل مشاهده است، تا حدی با استدلال‌هایی مشخص می‌شود که پیش از جنگ جهانی اول نیز توسط اعضای سلفیه سوریه مورد بحث قرار گرفته و توسط نویسندگانی مانند محب الدین الخطیب، شاگرد طاهر الجزایری، در مصر ترویج شده است. همانند مصر، ایده‌های سلفیه توسط سازمان‌های رادیکال مسلمان نیز در سوریه به کار گرفته شده و به عمل سیاسی تبدیل شده است. این امر در درجه اول در مورد اخوان المسلمین صادق است که در اواسط دهه ۱۹۴۰ از ادغام چندین جامعه اسلامی پدید آمد. رهبران اخوان المسلمین، به ویژه مصطفی السباعی، معروف الدوالیبی و محمد المبارک، برای چندین سال فرصت یافتند تا ایده‌های خود را در نشریاتی مانند «المسلمون» و «التمدن الاسلامی» منتشر کنند. اخوان المسلمین و سازمان‌های مشابه نئوسلفیه ستیزه‌جوی سوریه که برای اولین بار در سال ۱۹۵۲ ممنوع شدند، در درجات مختلف سرکوب شده و در برخی مواقع با خشونت بسیار مورد آزار و اذیت قرار گرفتند. بسیاری از اعضای آنها به کشورهایی مانند اردن و عربستان سعودی تبعید شدند.